# European Financial Reporting Advisory Group
De European Financial Reporting Advisory Group (EFRAG) is een organisatie opgericht in 2001 met steun van de Europese Commissie om het algemene belang te dienen door de internationale financiële verslaglegging standaarden (IFRS - International Financial Reporting Standards, opgesteld door de IASB) te beïnvloeden vanuit een Europees perspectief. Daarnaast adviseert EFRAG de Europese Commissie op verslaggevingsgebied in het bijzonder met betrekking van de goedkeuring van IFRS voor gebruik in Europa. 